# Sierra de Mencilla
La Sierra de Mencilla es un macizo montañoso de altitud media. Se encuentra situada en la meseta central de España, al sur de la sierra de la Demanda. Sus elevaciones se consideran las primeras del Sistema Ibérico occidental. 
La sierra separa la cuenca del río Arlanzón, apresado en la Concha de Pineda por los embalses de Úzquiza y de Arlanzón, comarca de Montes de Oca; de la cuenca del río Arlanza, comarca de Sierra de la Demanda.

## Toponimia
La Sierra de Mencilla toma su nombre del Mencilla, su mayor cumbre. El significado del nombre Mencilla no está claramente establecido puesto que no existen registros históricos o documentación que expliquen fehacientemente el origen del nombre. Sin embargo, se ha teorizado que podría derivar de alguna palabra o término local relacionado con las lenguas prerromanas como el euskera, proponiéndose extremo de la hondonada (men-zilla) como posible significado. 

## Cumbres
En la Sierra de Mencilla, siguiendo una orientación este-oeste, se sitúan los siguientes picos: Mogosa (1.781 m s. n. m.), Peñas Albas (1761 m s. n. m.), Cabeza Lechar (1771 m s. n. m.), Tres Mojones (1861 m s. n. m.), Cerro La Narrilla (1889 m s. n. m.), Morro de Cabeza Rubia (1905 m s. n. m.), Mencilla (1932 m s. n. m.), Campo de los Corros (1821 m s. n. m.), Cabeza Plantizo (1788 m s. n. m.), Cabeza La Teja (1726 m s. n. m.), Cabeza Cerecera (1681 m s. n. m.), Cerro de Fray Tuerto (1689 m s. n. m.), La Mazorra (1653 m.s.n.m,) y Torruco (1566 m s. n. m.). 
A los que habría que añadir La Cerca (1575 m s. n. m.) y Villaneda (1544 m s. n. m.), que se encaraman como suaves lomas pobladas de pinos al otro lado del barranco del arroyo Matanza.

## Geografía
La Sierra de Mencilla es un alargado anticlinal de 25 kilómetros de largo, que se prolonga desde el alto de La Cerca hasta el puerto del Manquillo. Tuvo su origen durante la orogenia herciniana o varisca, a través de los sucesivos plegamientos de los materiales que la han conformado.

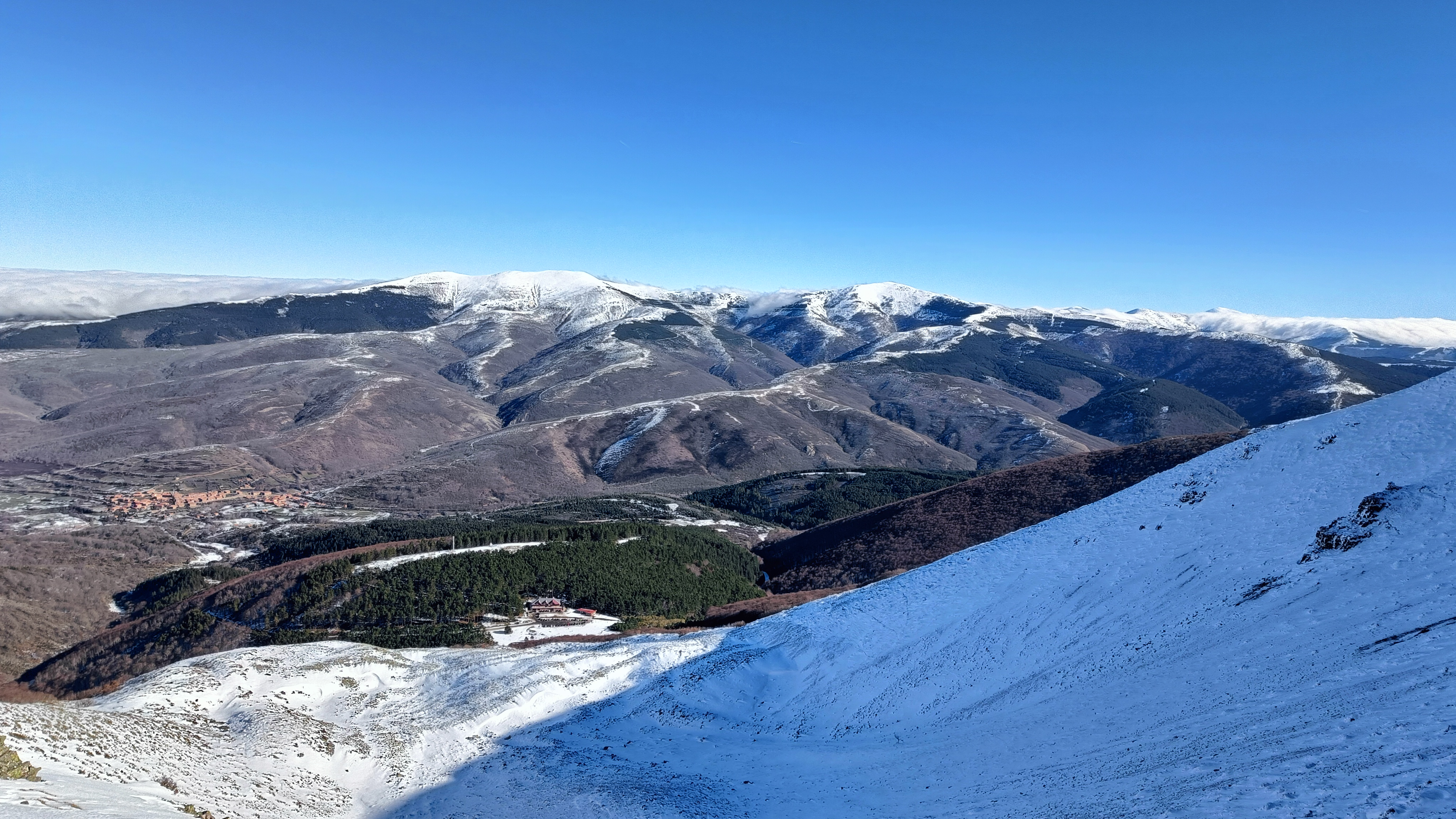
La concha de Pineda desde el Mencilla

Como el resto del norte del Sistema Ibérico la mayoría de sus cumbres presentan un aspecto alomado, fruto de la intensa erosión sufrida a lo largo de millones de años. Si bien, el relieve se vuelve más abrupto en la cara norte especialmente en los picos Mencilla y Cabeza Rubia, sus mayores elevaciones. Localizándose las conchas glaciares de Pineda y Las Arrecidas en sus faldas septentrionales, junto con sus respectivos depósitos morrénicos. Ambas tuvieron su origen durante el temprano Holoceno, concretamente durante la glaciación Würm que se encuadra dentro de la erosión glaciar cuaternaria.

## Geología
La sierra de Mencilla está constituida por un conjunto de conglomerados, pizarras, dolomías y metareniscas cámbricas y carboníferas.
Dentro del perímetro geológico de la Sierra de Mencilla podemos destacar la presencia de varios yacimientos de carbón. Cuyos orígenes se retrotraen Carbonífero Superior, cuando helechos arborescentes de más de cuarenta metros de altura poblaban las orillas y deltas de un cálido y poco profundo mar interior.Los restos de estos cyatheales se fosilizaron transformándose en carbón (hulla) que se acumulo en importantes filones a lo largo de millones de años. Estos yacimientos sostuvieron una modesta actividad minera que se extinguió en los años sesenta del siglo XX. Como vestigio de la minería quedan varias minas, como la mina Cerracin o Carmina ubicada en el término de Pineda de la Sierra, en donde se llegó a explotar un pequeño filón de galena. Junto con un ferrocarril minero, actualmente reconvertido en vía verde, que transportaba el carbón y especialmente los minerales (cobre, zinc, hierro y plomo) serranos hasta Burgos y de ahí a la industria siderúrgica vasca.

## Medio natural

### Fauna

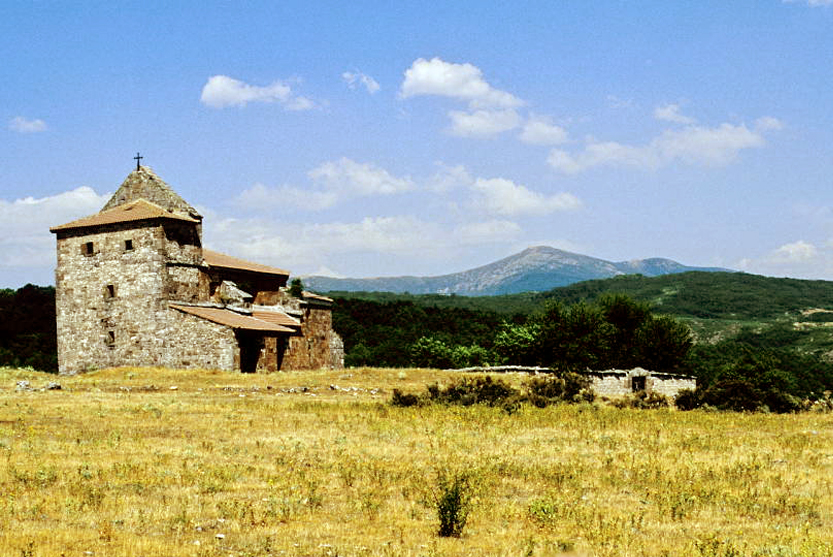
La Sierra de Mencilla desde Tañabueyes.

La Sierra de Mencilla cuenta con la presencia de una importante cantidad y variedad de fauna salvaje.
Entre los mamíferos se encuentran abundantemente corzos y jabalíes junto con lobos, gatos monteses, conejos, garduñas, liebres, tejones, lirones grises, desmanes y nutrias en menor medida. Incluso los raros murciélagos bigotudo y orejudo gris. La Sierra de Mencilla junto con el norte del Sistema Ibérico albergo poblaciones de oso pardo hasta su extinción por la acción humana y la caza a principios del siglo XX.
Entre las aves se encuentran las águilas real, culebrera, calzada y perdicera junto a buitres leonados, azores, halcones abejeros, perdices pardillas, agateadores norteños, cigüeñas blancas, aguiluchos cenizos, alimoches y tórtolas comunes.
Entre los reptiles y anfibios destacan el lagarto verde, la culebra de collar, la víbora áspid, la víbora hocicuda, el tritón palmeado y el sapo de espuelas.

### Flora
La flora de la Sierra de Mencilla se diferencia claramente según las vertientes norte y sur.

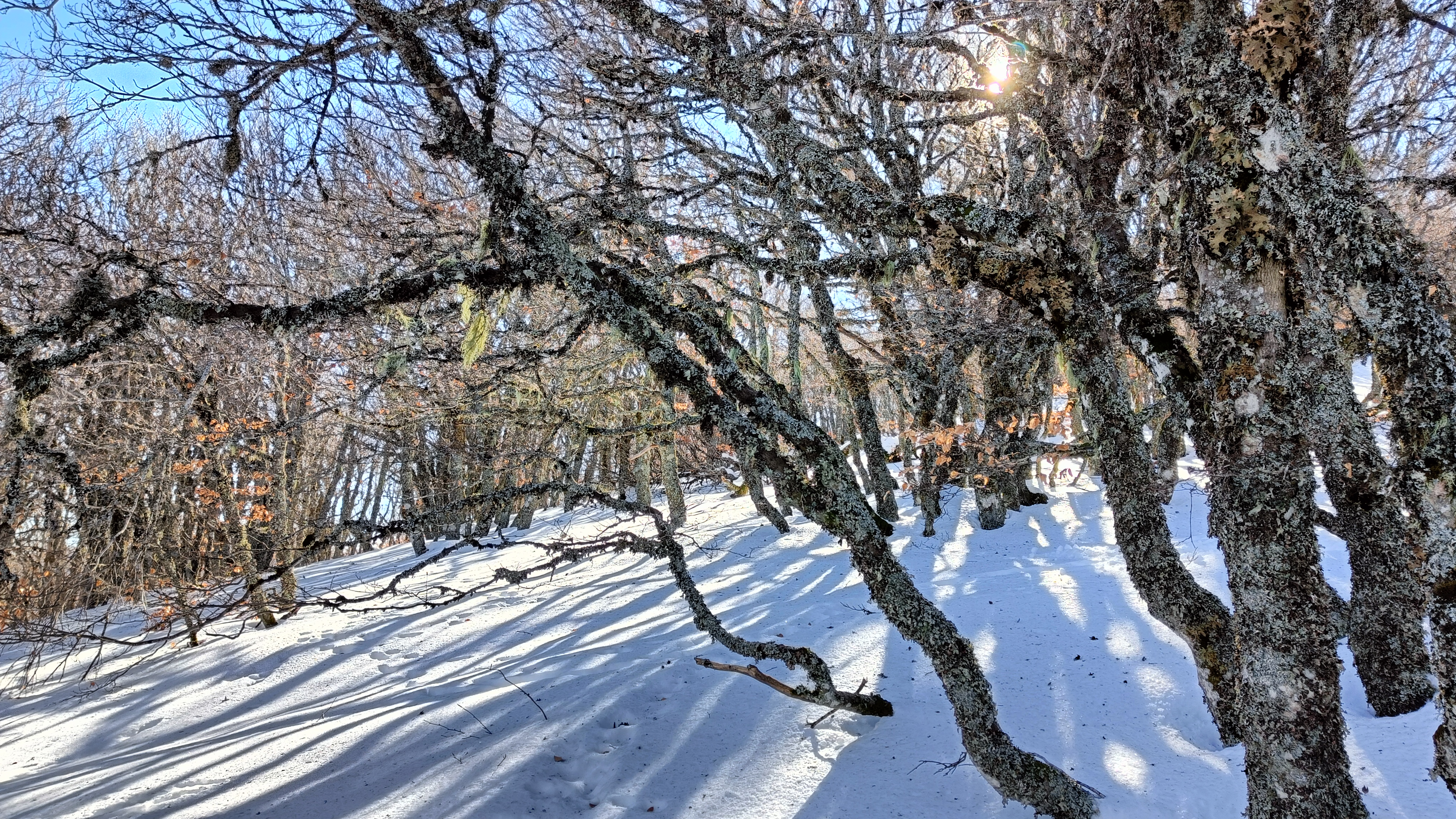
Robles de la Sierra de Mencilla en inverno

La cliserie vegetal de la vertiente norte se inicia en el bosque de ribera que acompaña el discurrir del río Arlanzón. La principal especie que crece junto al todavía torrente de montaña es el abedul. Teniendo en esta zona los mejores abedulares de toda la sierra burgalesa. Al ir ganando altura la cliserie continúa con una estrecha franja de roble rebollo que enseguida deja paso a uno de los bosques de acebo más extensos y mejor conservados de toda Castilla y León. Junto con extensos pinares, especialmente en el término de Pineda de la Sierra y el cerro de San Cristóbal. Los acebos son reemplazados por bosquecillos de roble albar entre los que ya aparecen las primeras hayas. Al alcanzar los 1.400 metros de altura aparece el hayedo que tapiza, a modo de orla, la ladera norte del Pico Mencilla. En algunas zonas el bosque se aclara y deja paso a un sotobosque en el que crecen escobas, brezos y helechos. Al llegar sobre los 1.800 metros de altura el bosque caducifolio es sustituido por la vegetación propia de las altas montañas ibéricas: comunidades de enebros rastreros, piornos serranos, pastizales y cervunales. Muchas de estas especies más propias de la región eurosiberiana hacen su aparición gracias una serie de favorables condiciones como los suelos silíceos, la buena orientación y en consecuencia una elevada precipitación anual. 
En cambio la vertiente sur, también conocida como la Solana del Mencilla, cuenta con un clima más mediterráneo y seco. El roble rebollo predomina desde la orilla del río Seco hasta la cota de los 1350 m.s.n.m. dando lugar a unos de los rebollares más extensos y mejor conservados de toda la península ibérica. El bosque se encuentra en forma de dehesa boyal en las inmediaciones de Palazuelos de la Sierra, Villamiel de la Sierra y Tinieblas de la Sierra; los tres pueblos que conforman la Solana del Mencilla. También podemos encontrar amplios pinares, una vez superada la cota de 1350 metros. Cabe destacar la presencia del raro musgo Sphagnum contortum también en las laderas meridionales.